# Scinax arduous
Scinax arduous là một loài ếch trong họ Nhái bén. Chúng là loài đặc hữu của Brasil.
Môi trường sống tự nhiên của nó là các khu rừng đất thấp ẩm nhiệt đới và cận nhiệt đới. Loài này đang bị đe dọa do mất môi trường sống.